# تشاکوویتشکی
تشاکوویتشکی (به چکی: Čakovičky) یک منطقهٔ مسکونی در جمهوری چک است که در ناحیه میلنیک واقع شده‌است. تشاکوویتشکی ۳٫۱۵ کیلومتر مربع مساحت و ۵۷۳ نفر جمعیت دارد و ۱۷۶ متر بالاتر از سطح دریا واقع شده‌است.